# Pío de Tristán

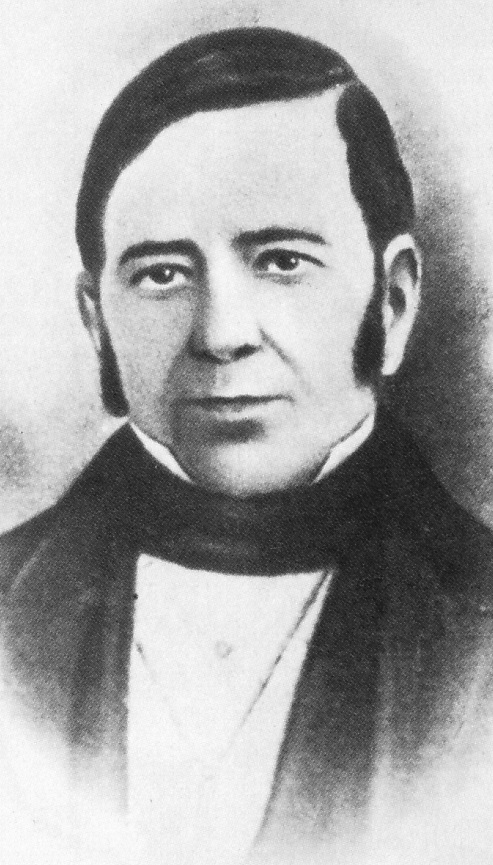
Juan Pío de Tristán y Moscoso

Juan Pío de Tristán y Moscoso (Arequipa, 11 de julho de 1773 — Lima, 24 de agosto de 1859) foi um general e político peruano.
Foi oficialmente o último vice-rei do Peru e permaneceu no cargo de dezembro de 1824 a 23 de janeiro de 1826, mas não exerceu o seu poder.

## Biografia
Nascido no Peru, Tristán y Moscoso foi para a Espanha, onde lutou contra os franceses na Campanha do Rossilhão (1792-1795). Em seu retorno ao Peru, foi eleito Alcaide (prefeito) de Arequipa (1808). No Peru, ele era um general no Exército monarquista. Em junho de 1811, lutou como parte das forças Reais na Batalha de Guaqui.
Conduziu as forças reais para o território da atual Argentina após a Batalha de Guaqui. Ele foi derrotado em Tucumán e Salta, por um de seus colegas de Salamanca, o rebelde General Manuel Belgrano. A Batalha de Salta aconteceu no dia 20 de fevereiro de 1813. Belgrano tinha sido enviado pelo Segundo Triumvirato (de insurgentes em Buenos Aires) para atacar a cidade, no extremo norte do antigo Vice-Reino do Rio da Prata. Ele fez isso, derrotou completamente as tropas de Tristán. Foi a primeira vitória militar alcançada sob a bandeira da Argentina.

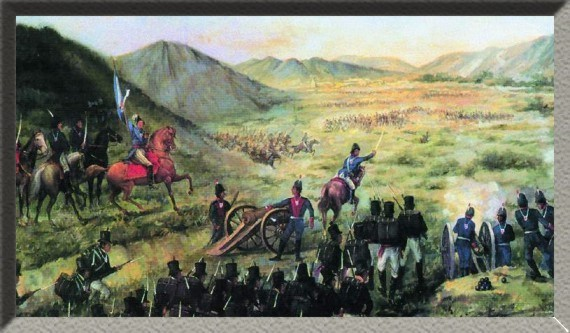
A Batalha de Salta, 1813

Após sua derrota, Tristán assinou uma trégua de 40 dias e retornou ao Peru. A derrota dos monárquicos em Salta deu aos rebeldes o controle da parte setentrional do antigo vice-reinado e também levou a revolta contra os espanhóis em Sucre, Potosí e mais tarde Cochabamba, Alto Peru (atual Bolívia). Ao término da trégua, o General Belgrano seguiu Tristán até o Alto Perú, entrando no território de Charcas em 7 de maio de 1813. No entanto, foi derrotado em Vilcapugio em 1 de novembro, e novamente em Ayohuma em 14 de novembro.
Em dezembro de 1824, a derrota do vice-rei José de la Serna e Hinojosa, na Batalha de Ayacucho, efetivamente terminou o poder espanhol no Peru. Tristán foi o mais alto oficial espanhol militar na colônia, e, como tal, ele assumiu o cargo de vice-rei provisório, exclusivamente para fins de transferência de poder para os nacionalistas.
Depois disso, ele optou por ficar no Peru, e foi ativo na política peruana. Exerceu as funções de prefeito e comandante em Arequipa. Em seguida foi ministro peruano da guerra e da marinha. Ele participou da criação da Confederação Peru-Boliviana e serviu como seu ministro das Relações Exteriores. De 12 de outubro de 1838 a 23 de fevereiro de 1839 foi presidente do Estado do Sul do Peru, na Confederação. Ele morreu em Lima, em 1860.
Ele é descrito por sua sobrinha, Flora Tristan, em seu livro de viagens Pérégrinations d'une paria (1838). Flora Tristán foi a avó do pintor francês Paul Gauguin.